# Disconectes antarcticus
Disconectes antarcticus är en kräftdjursart som först beskrevs av Vanhoeffen 1914.  Disconectes antarcticus ingår i släktet Disconectes och familjen Munnopsidae. Inga underarter finns listade i Catalogue of Life.